# فرانك أوتو
فرانك أوتو (بالإنجليزية: Frank Otto)‏ هو لغوي أمريكي، ولد في 7 أكتوبر 1936 في كليفلاند في الولايات المتحدة، وتوفي في 27 يوليو 2017.